# Anaxidia
Anaxidia là một chi bướm đêm thuộc họ Limacodidae được tìm thấy ở Úc, gồm cả Tây Úc.

## Selected species
- Anaxidia lactea Swinhoe, 1892
- Anaxidia lozogramma (Turner, 1902)